# Olympiastadion Montreal

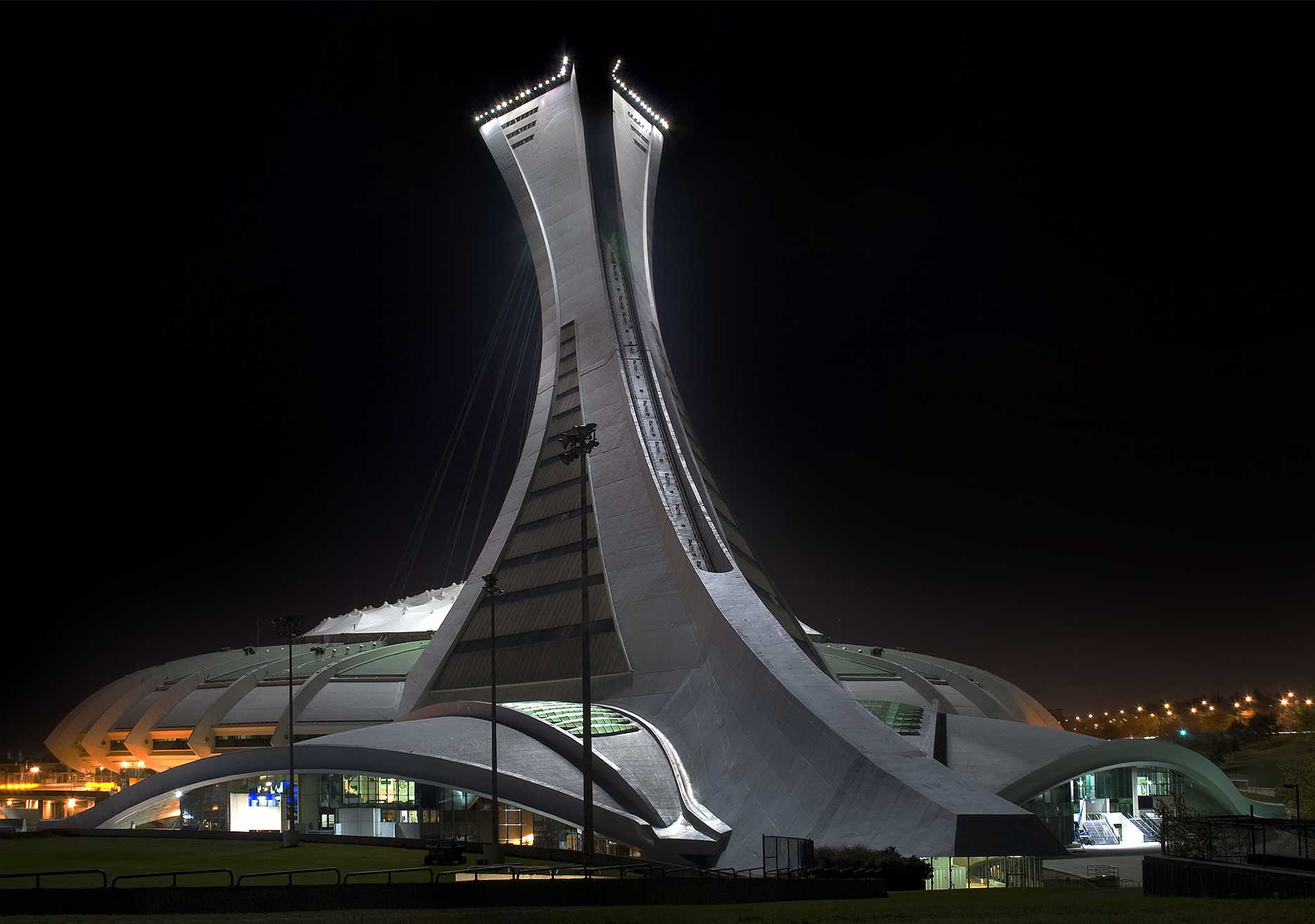
Das Olympiastadion bei Nacht mit beleuchtetem Turm

Das Olympiastadion Montreal (französisch Stade Olympique de Montréal) ist ein Mehrzweckstadion in der kanadischen Millionenstadt Montreal, Provinz Québec. Es ist als Teil des im Osten der Stadt gelegenen Olympiaparks (französisch Parc Olympique), der anlässlich der Olympischen Sommerspiele 1976 in der Stadt errichtet wurde. Umgangssprachlich wird das Stadion in Anlehnung an seine Form als The Big O bezeichnet. Charakteristisches Merkmal des Stadions ist der geneigte Turm, der mit einer Höhe von 175 Metern den höchsten geneigten Turm der Welt bildet.
In die Kritik geriet der Stadionbau insbesondere wegen seiner mit 264 Millionen kanadischen Dollar hohen Kosten; das Stadion wurde erst 30 Jahre nach den Olympischen Spielen abbezahlt. Dadurch wurde das Stadion mithin auch als The Big Owe (zu deutsch etwa: Die großen Schulden) bezeichnet.
Nach den Olympischen Spielen war das Stadion ab 1977 Heimstätte der Montreal Expos aus der Major League Baseball, bis der Verein nach Ende der Saison 2004 nach Washington, D.C. verlegt wurde. Außerdem wurde es zwischen 1976 und 1986 als Austragungsstätte der Montreal Alouettes (Canadian Football) und als Fußballstadion der Montreal Manic (1981 bis 1983) genutzt. Zurzeit dient das Olympiastadion nicht als Heimstätte einer Sportmannschaft, bei erhöhtem Zuschaueraufkommen verlegt der Montreal Impact aber seine Heimspiele vom Stade Saputo ins Olympiastadion; hinzu kommen regelmäßig Konzerte verschiedener bekannter Künstler und Bands.

## Baugeschichte

### Planung und Bau
Das für 55.000 Zuschauer ausgelegte Stadion wurde vom Pariser Architekten Roger Taillibert entworfen. Ursprünglich war vorgesehen, das Stadion bereits 1972 fertigzustellen. Der Bau des Stadions begann allerdings erst am 28. April 1973, die Eröffnung wurde zu Beginn der Olympischen Sommerspiele in Montreal im Sommer 1976 gefeiert; wegen finanzieller, organisatorischer – während einer wichtigen Bauphase traten Arbeiter in einen Streik – und technischer – für die Architektur des Stadions gab es noch keine Referenzbauwerke – Probleme, die während des Baus aufgetreten waren, war der Bau bei Eröffnung allerdings immer noch nicht vollständig abgeschlossen. Bei der Eröffnung war der heute charakteristische Turm nur im Sockel erbaut und kaum erkennbar. Erst 1987 wurden Turm und Dach vorerst fertiggestellt, nachdem ein Brand den Bauprozess des Turms deutlich zurückgeworfen hatte und jüngere Berechnungen gezeigt hatten, dass die ursprünglich geplante Betonkonstruktion des Turms zu schwer würde und damit die Baustatik des Turms gefährdete; der Turmbau wurde per Stahlkonstruktion abgeschlossen.
Das Stadion ist zunächst mit einem auffahrbaren Dach in 52 Metern Höhe über dem Spielfeld erbaut worden. Während der Olympischen Sommerspiele erwies sich diese Höhe während gewisser Ball- und Kugelsportarten als zu niedrig, sodass Bälle häufig das Stadiondach berührten. Dies machte es notwendig, orangefarbene Linien am Dach anzubringen, die es ermöglichten, eine Berührung zwischen Ball und Dach als Foul zu erkennen. Ebenso erwies sich das Stadion bei Schneefall und stärkerem Wind als nicht sicher, sodass es im schneereichen Montreal bei auf dem Dach liegenden Schnee nicht genutzt werden konnte. 1991 wurde das Stadion daher umkonzipiert und in einer aufwändigen Baumaßnahme wurde das Dach der Halle deutlich erhöht; es ist seitdem nicht mehr zu öffnen.
Ein weiteres Problem des Stadions waren seine zu niedrig kalkulierten Kosten. Ursprünglich auf 134 Millionen kanadische Dollar (CAD) veranschlagt, stiegen die Gesamtkosten tatsächlich auf 264 Millionen CAD. Die Regierung Québecs führte zur Finanzierung eine eigene Tabaksteuer im Mai 1976 ein. Erst im November 2006 waren die Schulden komplett bezahlt und das Stadion ausfinanziert. Berechnungen zufolge, die die nachträglichen Reparaturen sowie die angefallenen Zinsen berücksichtigen, belaufen sich die Gesamtkosten auf rund 1,5 bis 1,8 Milliarden CAD. Es wäre damit laut Forbes Magazine nach dem Wembley-Stadion in London, dessen Baukosten rund 1,2 Mrd. Euro betragen haben, das zweitteuerste jemals gebaute Stadion der Welt.

### Probleme nach Bauabschluss

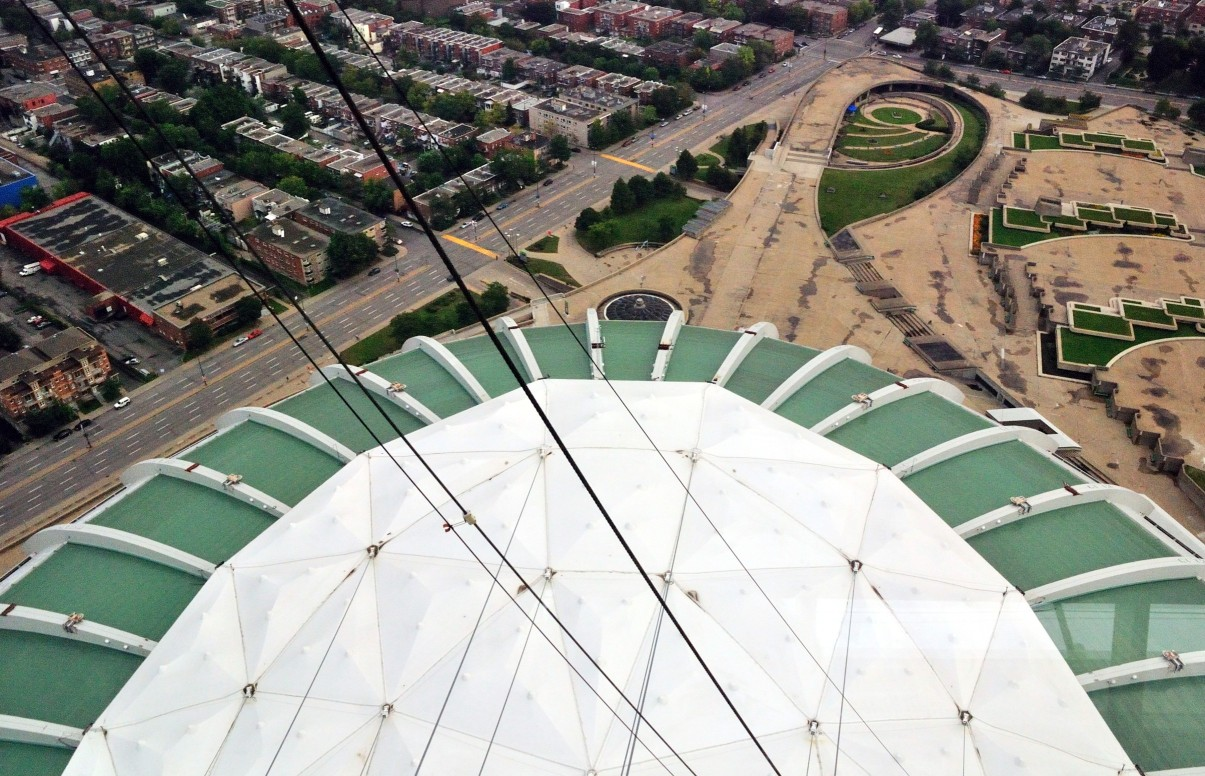
Stadiondach, Ansicht vom Turm

Auch nach endgültigem Abschluss des Stadionbaus 1987 und Umbaumaßnahme des Dachs im Jahr 1991 bestehen erhebliche Sicherheitsprobleme mit dem Stadion, die nach wie vor überwiegend das Stadiondach betreffen. So fiel kurz nach Abschluss der Renovierungsarbeiten am 8. September ein 56 Tonnen schweres Betonteil auf den Gehweg; das Stadion wurde anschließend vorerst geschlossen. Im Mai 1998 wurde das Dach aus Aramid entfernt und für 37 Mio. CAD ein neues Dach installiert. Dieses blaue lichtundurchlässige Dach ist bis heute vorhanden.
Im Januar 1999 kam es allerdings auch mit diesem Dach zu Problemen, als eine rund 350 m² große Fläche des Daches wegen der Belastungen von Schnee und Eis zusammenbrach und im Stadion tätige Arbeiter traf. Daraufhin wurde ein Tausystem unter dem Dach entwickelt, das mit Hilfe heißen Wassers die Schmelze der Schnee- und Eismassen bewirkt. Dennoch treten im Stadiondach immer mehr Risse auf, zuletzt 50 größere und mehrere tausend kleine Risse pro Jahr. Die Kosten zur vollständigen Reparatur, die nur durch einen erneuten Austausch des vollständigen Daches und Umstruktion in ein anderes System erreicht werden könnte, werden auf 200 bis 500 Mio. CAD beziffert. Auch die Feuerwehr Montreals kam zu dem Schluss, dass das Dach vollständig erneuert werden müsse, um die Sicherheit auch während des Winters gewährleisten zu können.
Am 4. März 2012 fiel ein acht bis zwölf Meter großer Betonblock von der Decke des unterirdischen Parkhauses des Stadions zu Boden, es gab keine Verletzten.

### Umnutzung des Turms zu Büros
Seit 2020 arbeiten 1000 Mitarbeiter einer Genossenschaftsbank im Turm. Sieben der zwölf Stockwerke im Schaft wurden vom Montrealer Architekturbüro Provencher Roy in eine Bürolandschaft verwandelt. Einen Großteil der ursprünglichen Betonverkleidung mussten die Architekten entfernen, um mit einer Glasfassade die Belichtung der tiefen Grundrisse zu verbessern. Der Umbau kostete 60 Millionen CAD.

### Sanierung des Dachs
Am 15. Oktober 2019 wurde eine Ausschreibung zur Erneuerung des Dachs gestartet. Es sollten drei qualifizierte Bewerber gefunden werden, die je ein Konzept für das Projekt erarbeiten. Auf Grundlage dieser Konzepte sollte ein Auftragnehmer ausgewählt werden. Der historische Charakter des Stadions solle erhalten bleiben. Das Olympiastadion, nach eigenen Angaben eines der bedeutendsten Architekturdenkmäler von Québec, soll bewahrt werden. Die Sanierung gilt der Sicherheit der Besucher. Es sollen wieder regelmäßig und ganzjährig Veranstaltungen stattfinden können.
Zuvor hatte die Provinz Québec 2017 die Sanierung des schließbaren Dachs bis 2023 für 250 Mio. CAD (etwa 176 Mio. Euro) genehmigt. Nach einigen Verzögerungen wurde die Fertigstellung im Februar 2022 auf das Jahr 2024 verschoben.
Anfang Februar 2024 gab die Tourismusministerin der Provinz Quebec, Caroline Proulx, bekannt, dass die Provinzregierung 870 Mio. CAD (rund 600 Mio. Euro) in ein neues Dach investieren will. Die Arbeiten sollen über vier Jahre und drei Phasen (der Rückbau des alten Daches, den Rückbau und Austausch des Technikrings sowie den Bau des neuen Dachs) aufgeteilt werden. Man hofft, den wirtschaftlichen Nutzen von 68 Mio. CAD auf fast 150 Mio. CAD und die Bruttoeinnahmen von 23 Mio. CAD auf 61 Mio. CAD steigern zu können. Die neue Überdachung würde der Provinz Steuereinnahmen von jährlich mehr als 20 Mio. CAD einbringen. Die Anzahl von Veranstaltungen könnte von jetzt etwa 30 auf rund 100 gesteigert werden. Die Zahl der zahlenden Besucher könnte sich von einer Million auf 2,1 Mio. in etwa verdoppeln. Die Dachkonstruktion wird repariert, mit einem transparenten Glasreifen ausgestattet und soll 50 Jahre halten. Das jetzige Dach aus Kevlar ist mittlerweile 25 Jahre alt und hat seit dem Bau mehr als 16.000 Risse erlitten. Es konnten keine Veranstaltungen durchgeführt werden, wenn die Wetterprognose mehr als drei Zentimeter Schnee oder drei Millimeter Schneeregen vorhersagte. Die Erkundungsarbeiten haben bereits begonnen, der Rückbau des jetzigen Daches soll noch im Sommer 2024 beginnen. Während der Renovierung bleibt das Stadion geschlossen. Alle weiteren Einrichtungen im Park können genutzt werden. Mit dem erneuerten Dach soll das Olympiastadion wieder ganzjährig mit verschiedenen Veranstaltungen betrieben werden können.

## Architektur
Die Gestaltung des Olympiastadions wurde an das Aussehen des australischen Pavillon der Expo ’70, das ebenfalls einen Turm zur Aufhängung aufwies, angelehnt. Die Architektur des Stadions stammt vom französischen Architekten Roger Taillibert. Neben dem Turm, der das Symbol des Stadions darstellen sollte, waren das auffahrbare und als eines der ersten größeren weltweit vollständig aus Kunststoffen konstruierte Dach sowie das neben dem Sockel des Turms gelegene Velodrom weitere Besonderheiten in der Architektur des Stadions.
Das Stadion wird der Modernen Architektur zugeordnet.

### Turm des Olympiastadions
Das Gesamtbild des Stadions wird durch den 175 Meter hohen schrägen Turm geprägt; der Neigungswinkel beträgt abhängig vom Bezugspunkt (die Neigung steigt mit der Höhe des Turms, da der Turm eine gebogene Form aufweist) zwischen 23 und 81 Grad. Der Turm war wegen technischer Probleme bis zu den Olympischen Spielen 1976 nicht fertig, der unvollendete Turmstumpf überragte knapp die Höhe des Stadionbaus. Fertiggestellt wurde er erst 1987. Eine Seilbahn befördert in verglasten Doppeldecker-Gondeln Besucher bis zur 166 Meter hohen Aussichtsplattform hinauf. Auf der Spitze des Turmes befindet sich der Salon Montréal, der bis zu 240 Personen aufnehmen kann.
Der Turm dient dem Olympiastadion als Mast, um die Befestigungsseile des Stadiondaches zu halten, an deren Spitze sich diese bündeln.

### Biodôme

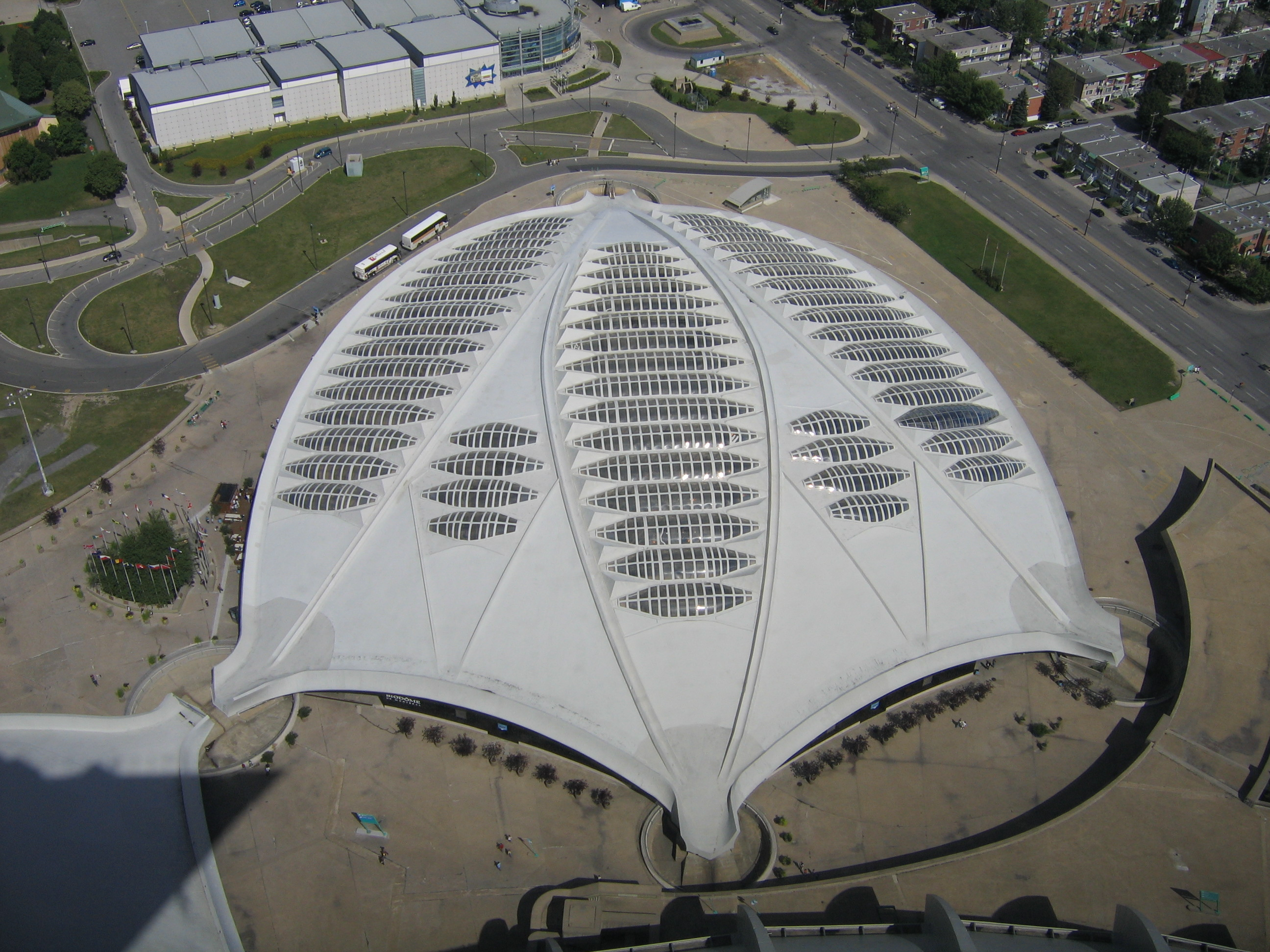
Biodome, Ansicht vom Turm

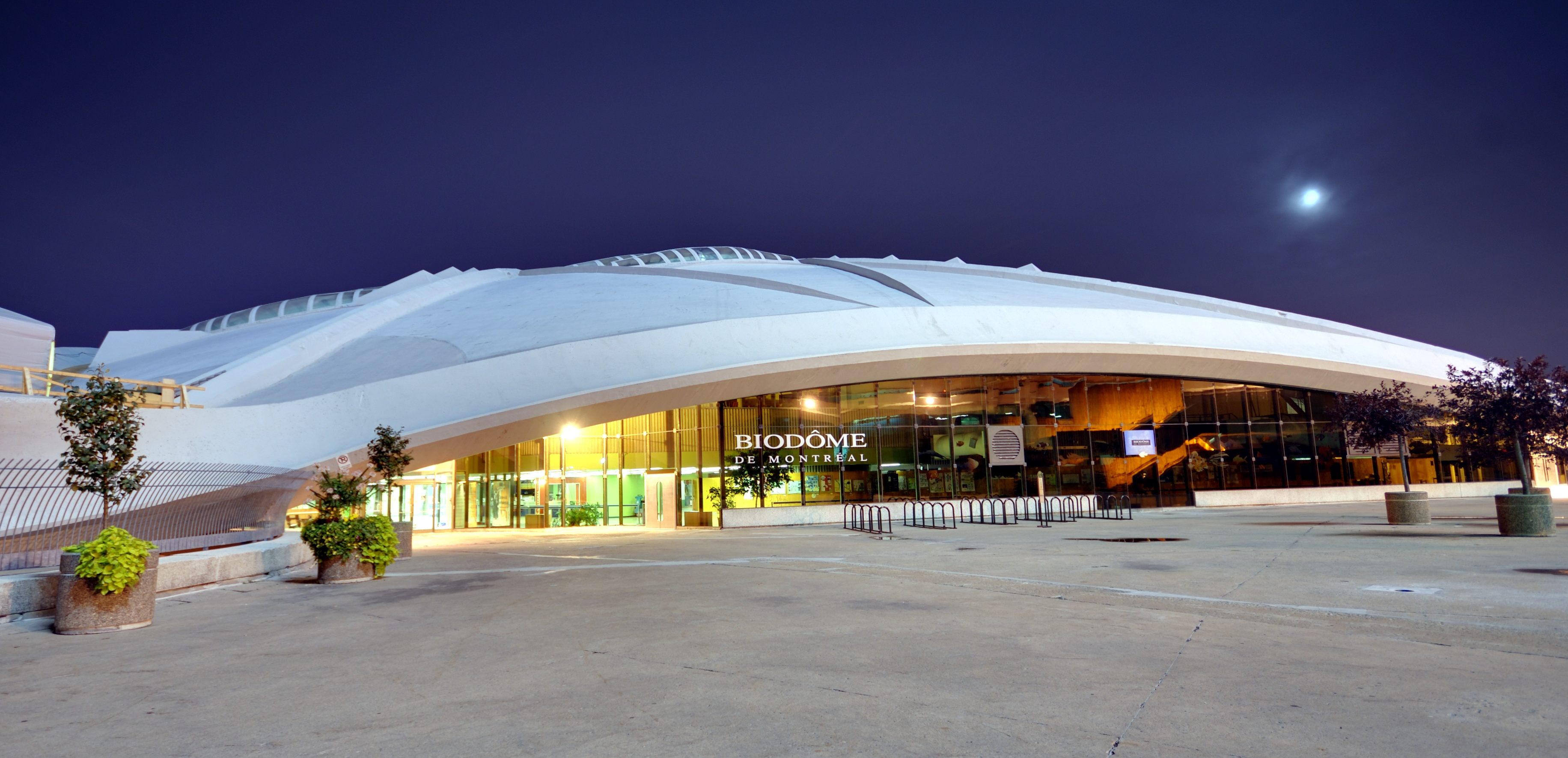
Biodome

Ebenfalls im Olympischen Park östlich des Stadions befindet sich das ehemalige olympische Velodrom. Während der Olympischen Spiele 1976 diente es neben den Radsportwettbewerben auch den Judowettkämpfen als Austragungsort. Es wurde ebenfalls von Roger Taillibert entworfen und nach einer Renovation zwischen 1989 und 1992 inzwischen zu einem Umweltmuseum namens Biodôme Montréal umgebaut und 1992 eröffnet. Es präsentiert die vier verschiedenen Ökosysteme: Simulation des tropischen Südamerika, den Laurentinischen Wald in Nordamerika, das Ökosystem des Sankt-Lorenz-Stroms sowie die beiden polaren Gebiete Arktis und Antarktis.

## Heutige Nutzung
Im Anschluss an die Olympischen Sommerspiele 1976 wurde das Olympiastadion vorwiegend als Austragungsort von Spielen im Canadian Football, Baseball, Fußball sowie als Veranstaltungsort größerer Konzerte und Messen genutzt.

### Canadian Football
Das Football-Team Montreal Alouettes trug seine Heimspiele zwischen 1976 und 1986, als sich der Verein zunächst auflöste, im Olympiastadion aus. Nach der Wiederaufnahme des Spielbetriebs 1996 verblieben die Alouettes noch zwei Saisons im Olympiastadion, verlegten ihre Spielstätte dann aber ins deutlich kleinere Stade Percival-Molson. Nachdem das Zuschaueraufkommen bei Heimspielen wieder deutlich angestiegen war, wurde überlegt, die Spiele zurück in das Olympiastadion zu verlegen; stattdessen entschied man sich aber für einen Ausbau des Stade Percival-Molson, um die Zuschauerkapazität zu vergrößern. In Play-off-Spielen mit höherem Zuschaueraufkommen werden die Spiele seitdem regelmäßig ins Olympiastadion verlegt. Bisher wurden sechs Endspiele des Grey Cup im Olympiastadion ausgetragen.
Neun der zehn zuschauerreichsten Spiele der Canadian Football League fanden im Olympiastadion statt. Der Zuschauerrekord in einem CFL-Spiel wurde am 6. September 1977 ausgetragen, als 69.093 Zuschauer das Spiel zwischen den Montreal Alouettes und den Toronto Argonauts (14:20) besuchten.

### Baseball
Ab 1977 wurden die Spiele der Montreal Expos (Major League Baseball) im Olympiastadion ausgetragen, nachdem diese zuvor im Jerry Park Stadium ansässig waren. Im Jahr 2004 wurde der Verein nach Washington, D.C. verlegt und trägt seitdem seine Spiele dort aus.

### Fußball
Das Olympiastadion wurde zwischen 1981 und 1983 als Heimspielstätte der Montreal Manic (North American Soccer League) genutzt. Die meisten Zuschauer wurden in einem Play-off-Spiel gegen Chicago Sting 1981 gezählt, es waren rund 58.000 Besucher anwesend. Außerdem wurde das Stadion als eines der Spielstätten im Rahmen der U-20-Fußball-Weltmeisterschaft 2007 genutzt. Das Stadion war in zwei Spielen ausverkauft, mit je 55.800 Zuschauern stellten diese Partien die Spiele mit dem höchsten Besucheraufkommen während des Turniers dar.
Seit 2012 werden die Heimspiele der für die Major Soccer League neugegründeten Montreal Impact ebenfalls im Stadion ausgetragen. Der bisherige Zuschauerrekord für ein Fußballspiel zwischen Vereinsmannschaften im Montrealer Olympiastadion wurde mit einer Zuschauerzahl von 60.860 Personen am 12. Mai 2012 gegen die LA Galaxy erreicht. Im Rahmen der Olympischen Sommerspiele 1976 waren beim Spiel zwischen der DDR und Polen (Endstand 3:1) mit 76.000 Zuschauern noch weit mehr Personen anwesend. Während der Frauenfußball-Weltmeisterschaft 2015 in Kanada diente das Stadion als Austragungsstätte in der Gruppen- und K.-o.-Runde.

### Andere Veranstaltungen
Am 6. Juli 1977 gab die Gruppe Pink Floyd im Olympiastadion vor 78.322 Zuschauern das letzte Konzert ihrer In The Flesh Tour. Ein kanadischer Zuschauerrekord für ein Konzert. Am 11. September 1984 hielt Papst Johannes Paul II. eine Jugendmesse im Olympiastadion. Es waren rund 55.000 Besucher anwesend. 
Zudem fanden im Olympiastadion weitere große Konzerte statt. Besondere Bekanntheit erhielt das gemeinsame Konzert von Guns N’ Roses und Metallica am 8. August 1992, bei dem sich Metallicas Sänger James Hetfield bei der Eröffnung schwere Verbrennungen durch Pyrotechnik zuzog. Weitere bekannte Bands und Musiker wie AC/DC, George Michael, Genesis, The Rolling Stones und Emerson, Lake & Palmer traten im Olympiastadion auf.